# Malí en los Juegos Olímpicos de Moscú 1980
Malí estuvo representado en los Juegos Olímpicos de Moscú 1980 por siete deportistas, seis hombres y una mujer, que compitieron en tres deportes.
El equipo olímpico maliense no obtuvo ninguna medalla en estos Juegos.